# ورا ونتسل
ورا ونتسل (مجاری: Venczel Vera؛ ۱۰ مارس ۱۹۴۶ – ۲۲ اکتبر ۲۰۲۱)، بازیگر اهل مجارستان بود.
از فیلم‌ها یا برنامه‌های تلویزیونی که وی در آن نقش داشته‌است، می‌توان به قمارباز اشاره کرد.